# Монвьет
Монвье́т (фр. Montviette) — коммуна во Франции, находится в регионе Нижняя Нормандия. Департамент коммуны — Кальвадос. Входит в состав кантона Сен-Пьер-сюр-Див. Округ коммуны — Лизьё.
Код INSEE коммуны — 14450.

## Население
Население коммуны на 2010 год составляло 177 человек.
| 1962 | 1968 | 1975 | 1982 | 1990 | 1999 | 2010 |
| ---- | ---- | ---- | ---- | ---- | ---- | ---- |
| 219  | 223  | 191  | 170  | 170  | 187  | 177  |

## Экономика
В 2010 году среди 113 человек трудоспособного возраста (15—64 лет) 85 были экономически активными, 28 — неактивными (показатель активности — 75,2 %, в 1999 году было 61,7 %). Из 85 активных жителей работали 81 человек (39 мужчин и 42 женщины), безработных было 4 (0 мужчин и 4 женщины). Среди 28 неактивных 5 человек были учениками или студентами, 15 — пенсионерами, 8 были неактивными по другим причинам.